# Чемпионат Израиля по баскетболу 2010/2011
57-й сезон Израильской Суперлиги.

## Участники
- Барак Нетания
- Бней ха-Шарон
- Ирони (Ашкелон)
- Маккаби Ашдод
- Маккаби (Ришон-ле-Цион)
- Маккаби Тель-Авив
- Маккаби Хайфа
- Хапоэль Гильбоа-Галилея
- Хапоэль Иерусалим
- Хапоэль Холон

## Регулярный чемпионат
|    | Команда                 | Игры | Победы | Поражения |                       |
| -- | ----------------------- | ---- | ------ | --------- | --------------------- |
| 1  | Маккаби Тель-Авив       | 27   | 26     | 1         | Плей-Офф              |
| 2  | Хапоэль Гильбоа-Галилея | 27   | 17     | 10        | Плей-Офф              |
| 3  | Хапоэль Иерусалим       | 27   | 16     | 11        | Плей-Офф              |
| 4  | Бней ха-Шарон           | 27   | 16     | 11        | Плей-Офф              |
| 5  | Маккаби (Ришон-ле-Цион) | 27   | 13     | 14        | Плей-Офф              |
| 6  | Маккаби Ашдод           | 27   | 13     | 14        | Плей-Офф              |
| 7  | Хапоэль Холон           | 27   | 11     | 16        | Плей-Офф              |
| 8  | Барак Нетания           | 27   | 9      | 18        | Плей-Офф              |
| 9  | Маккаби Хайфа           | 27   | 8      | 19        | Плей-офф на выбывание |
| 10 | Ирони                   | 27   | 6      | 21        | Плей-офф на выбывание |

## Плей-офф

### Четвертьфинал
| Команда #1                 | Счет | Команда № 2                |
| -------------------------- | ---- | -------------------------- |
| Маккаби Тель-Авив(1)       | 3-0  | (8)Барак Нетания           |
| Хапоэль Гильбоа-Галилея(2) | 3-1  | (7)Хапоэль Холон           |
| Хапоэль Иерусалим(3)       | 3-0  | (6)Маккаби Ашдод           |
| Бней ха-Шарон(4)           | 1-3  | (5)Маккаби (Ришон-ле-Цион) |

### Финал 4-х
| Команда№ 1                 | Счет   | Команда№ 2                 |
| -------------------------- | ------ | -------------------------- |
| Маккаби Тель-Авив(1)       | 100-77 | (5)Маккаби (Ришон-ле-Цион) |
| Хапоэль Гильбоа-Галилея(2) | 98-80  | (3)Хапоэль Иерусалим       |

### Финал и Матч за 3-е место
| Команда№ 1        | Счет  | Команда№ 2              |
| ----------------- | ----- | ----------------------- |
| Маккаби Тель-Авив | 91-64 | Хапоэль Гильбоа-Галилея |
| Хапоэль Иерусалим | 94-74 | Маккаби (Ришон-ле-Цион) |

### Серия на выбывание вЛигу Леумит
| Команда№ 1    | Счет | Команда№ 2 |
| ------------- | ---- | ---------- |
| Маккаби Хайфа | 3-1  | Ирони      |